# Cristian Mario Araya
Cristian Mario Araya (* 23. Mai 1989) ist ein chilenischer Badmintonspieler. 

## Karriere
Cristian Araya nahm 2009 und 2011 an den Panamerikameisterschaften teil. 2011 startete er auch bei den Panamerikaspielen. Seine beste Platzierung bei diesen Veranstaltungen war Rang fünf bei den Panamerikaspielen im Herrendoppel. 2014 gewann er die Badminton-Südamerikameisterschaft. Im Jahre 2024 folgte der Gewinn der Chilenischen Meisterschaft im Herrendoppel gemeinsam mit Fernando Sanhueza.